# Transformación energética

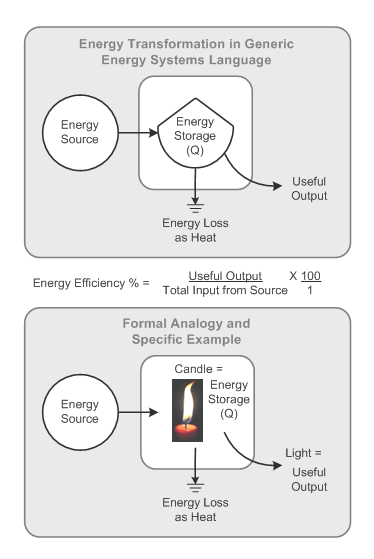
Transformación energética usando lenguaje de sistemas de energía

La transformación energética, transformación de la energía, conversión energética o conversión de la energía es el proceso de cambiar la energía de un tipo de energía a otro. En física, la energía es una cantidad que proporciona la capacidad de realizar un trabajo (por ejemplo, levantar un objeto) o proporciona calor. Además de ser convertible, de acuerdo con la ley de conservación de la energía, la energía es transferible a una ubicación u objeto diferente, pero no se puede crear ni destruir. 
La energía en muchas de sus formas se puede utilizar en procesos naturales o para proporcionar algún servicio a la sociedad, como calefacción, refrigeración, iluminación o realizar trabajos mecánicos para operar máquinas. Por ejemplo, para calentar una casa, el horno quema combustible, cuya energía potencial química se convierte en energía térmica, que luego se transfiere al aire de la casa para elevar su temperatura.

## Limitaciones en la conversión de energía térmica
Las conversiones a la energía térmica de otras formas de energía pueden ocurrir con un 100% de eficiencia. La conversión entre formas no térmicas de energía puede ocurrir con una eficiencia bastante alta, aunque siempre hay algo de energía disipada térmicamente debido a la fricción y procesos similares. A veces, la eficiencia es cercana al 100%, como cuando la energía potencial se convierte en energía cinética cuando un objeto cae en el vacío. Esto también se aplica al caso contrario; por ejemplo, un objeto en una órbita elíptica alrededor de otro cuerpo convierte su energía cinética (velocidad) en energía potencial gravitacional (distancia del otro objeto) a medida que se aleja de su cuerpo padre. Cuando llegue al punto más alejado, revertirá el proceso, acelerando y convirtiendo la energía potencial en cinética. Dado que el espacio es casi un vacío, este proceso tiene una eficiencia cercana al 100%. 
La energía térmica es muy única porque no se puede convertir a otras formas de energía. Solo se puede utilizar una diferencia en la densidad de la energía térmica/termal (temperatura) para realizar el trabajo, y la eficiencia de esta conversión será (mucho) inferior al 100%. Esto se debe a que la energía térmica representa una forma de energía particularmente desordenada; se distribuye aleatoriamente entre muchos estados disponibles de una colección de partículas microscópicas que constituyen el sistema (se dice que estas combinaciones de posición y momento para cada una de las partículas forman un espacio de fase). La medida de este trastorno o aleatoriedad es la entropía, y su característica definitoria es que la entropía de un sistema aislado nunca disminuye. No se puede tomar un sistema de alta entropía (como una sustancia caliente, con una cierta cantidad de energía térmica) y convertirlo en un estado de baja entropía (como una sustancia de baja temperatura, con la correspondiente energía más baja), sin que esa entropía vaya a otro lado (como el aire circundante). En otras palabras, no hay forma de concentrar energía sin distribuir energía en otro lugar.
La energía térmica en equilibrio a una temperatura dada ya representa la máxima salida de energía entre todos los estados posibles porque no es completamente convertible a una forma "útil", es decir, una que puede hacer algo más que afectar la temperatura. La segunda ley de la termodinámica establece que la entropía de un sistema cerrado nunca puede disminuir. Por esta razón, la energía térmica en un sistema puede convertirse en otros tipos de energía con eficiencias cercanas al 100% solo si la entropía del universo se incrementa por otros medios, para compensar la disminución de la entropía asociada con la desaparición de la energía térmica. y su contenido de entropía. De lo contrario, solo una parte de esa energía térmica puede convertirse en otros tipos de energía (y, por lo tanto, en un trabajo útil). Esto se debe a que el resto del calor debe reservarse para ser transferido a un depósito térmico a una temperatura más baja. El aumento de la entropía para este proceso es mayor que la disminución de la entropía asociada con la transformación del resto del calor en otros tipos de energía. 
Para que la transformación de energía sea más eficiente, es deseable evitar la conversión térmica. Por ejemplo, la eficiencia de los reactores nucleares, donde la energía cinética de los núcleos se convierte primero en energía térmica y luego en energía eléctrica, es de alrededor del 35%. Mediante la conversión directa de energía cinética en energía eléctrica, efectuada mediante la eliminación de la transformación de energía térmica intermedia, la eficiencia del proceso de transformación de energía se puede mejorar dramáticamente.

## Historia de la transformación energética
Las transformaciones de energía en el universo a lo largo del tiempo generalmente se caracterizan por varios tipos de energía, que han estado disponibles desde el Big Bang, que luego fueron "liberados" (es decir, transformados en tipos de energía más activos, como la energía cinética o radiante) por un mecanismo de disparo. 

### Liberación de energía del potencial gravitacional
Una transformación directa de energía ocurre cuando el hidrógeno producido en el Big Bang se acumula en estructuras como los planetas, en un proceso durante el cual parte del potencial gravitacional se convertirá directamente en calor. En Júpiter, Saturno y Neptuno, por ejemplo, el calor del colapso continuo de las grandes atmósferas de gas de los planetas continúa impulsando la mayoría de los sistemas climáticos de los planetas. Estos sistemas, que consisten en bandas atmosféricas, vientos y tormentas potentes, solo son alimentados en parte por la luz solar. Sin embargo, en Urano, poco de este proceso ocurre. 
En la Tierra, una porción significativa de la producción de calor del interior del planeta, estimada en un tercio a la mitad del total, es causada por el colapso lento de los materiales planetarios a un tamaño más pequeño, generando calor.    

### Liberación de energía del potencial radiactivo
Los ejemplos familiares de otros procesos similares que transforman la energía del Big Bang incluyen la desintegración nuclear, que libera energía que originalmente se "almacenó" en isótopos pesados, como el uranio y el torio. Esta energía se almacenó en el momento de la nucleosíntesis de estos elementos. Este proceso utiliza la energía potencial gravitacional liberada del colapso de las supernovas Tipo II para crear estos elementos pesados antes de que se incorporen a los sistemas estelares como el Sistema Solar y la Tierra. La energía bloqueada en el uranio se libera espontáneamente durante la mayoría de los tipos de desintegración radiactiva, y puede liberarse repentinamente en bombas de fisión nuclear. En ambos casos, una parte de la energía que une los núcleos atómicos se libera como calor. 

### Liberación de energía del potencial de fusión de hidrógeno
En una cadena similar de transformaciones que comienza en los albores del universo, la fusión nuclear de hidrógeno en el Sol libera otra reserva de energía potencial que se creó en el momento del Big Bang. En ese momento, de acuerdo con una teoría, el espacio se expandió y el universo se enfrió demasiado rápido para que el hidrógeno se fusionara completamente en elementos más pesados. Esto dio como resultado que el hidrógeno representara un depósito de energía potencial que puede ser liberada por fusión nuclear. Tal proceso de fusión se desencadena por el calor y la presión generados por el colapso gravitacional de las nubes de hidrógeno cuando producen estrellas, y parte de la energía de fusión se transforma en luz estelar. Teniendo en cuenta el sistema solar, la luz de las estrellas, abrumadoramente proveniente del Sol, puede almacenarse nuevamente como energía potencial gravitacional después de que golpea la Tierra. Esto ocurre en el caso de avalanchas, o cuando el agua se evapora de los océanos y se deposita como precipitación muy por encima del nivel del mar (donde, después de ser liberada en una presa hidroeléctrica, se puede usar para impulsar turbinas/generadores para producir electricidad). 
La luz solar también impulsa muchos fenómenos climáticos en la Tierra. Un ejemplo es un huracán, que ocurre cuando grandes áreas inestables de océano cálido, que se calientan durante meses, abandonan repentinamente parte de su energía térmica para impulsar unos pocos días de violento movimiento aéreo. La luz solar también es capturada por las plantas como una energía química potencial a través de la fotosíntesis, cuando el dióxido de carbono y el agua se convierten en una combinación combustible de carbohidratos, lípidos y oxígeno. La liberación de esta energía como calor y luz puede ser provocada repentinamente por una chispa, en un incendio forestal; o puede estar disponible más lentamente para el metabolismo animal o humano cuando se ingieren estas moléculas, y el catabolismo se desencadena por la acción enzimática. 
A través de todas estas cadenas de transformación, la energía potencial almacenada en el momento del Big Bang se libera más tarde por eventos intermedios, a veces se almacena de varias maneras diferentes durante largos períodos entre liberaciones, como energía más activa. Todos estos eventos implican la conversión de un tipo de energía en otros, incluido el calor. 

## Ejemplos

### Ejemplos de conjuntos de conversion de energía
Una central eléctrica a carbón implica estas transformaciones de energía: 
1. La energía química en el carbón se convierte en energía térmica en los gases de escape de la combustión.
2. La energía térmica de los gases de escape convertida en energía térmica del vapor a través del intercambio de calor.
3. La energía térmica del vapor convertida en energía mecánica en la turbina.
4. La energía mecánica de la turbina convertida en energía eléctrica por el generador, que es el rendimiento final

En dicho sistema, los pasos primero y cuarto son altamente eficientes, pero los pasos segundo y tercero son menos eficientes. Las centrales eléctricas de gas más eficientes pueden alcanzar una eficiencia de conversión del 50%. Las estaciones de petróleo y carbón son menos eficientes. 
En un convencional se producen las siguientes transformaciones de energía: 
1. La energía química en el combustible se convierte en energía cinética del gas en expansión a través de la combustión.
2. Energía cinética del gas en expansión convertido al movimiento lineal del pistón.
3. Movimiento lineal del pistón convertido en movimiento giratorio del cigüeñal
4. El movimiento del cigüeñal giratorio pasa al conjunto de la transmisión.
5. Movimiento rotativo salido del conjunto de transmisión
6. Movimiento rotativo atravesado por un diferencial
7. Movimiento rotatorio pasado del diferencial a las ruedas motrices
8. Movimiento giratorio de las ruedas motrices convertidas en movimiento lineal del vehículo.

### Otras conversiones energéticas

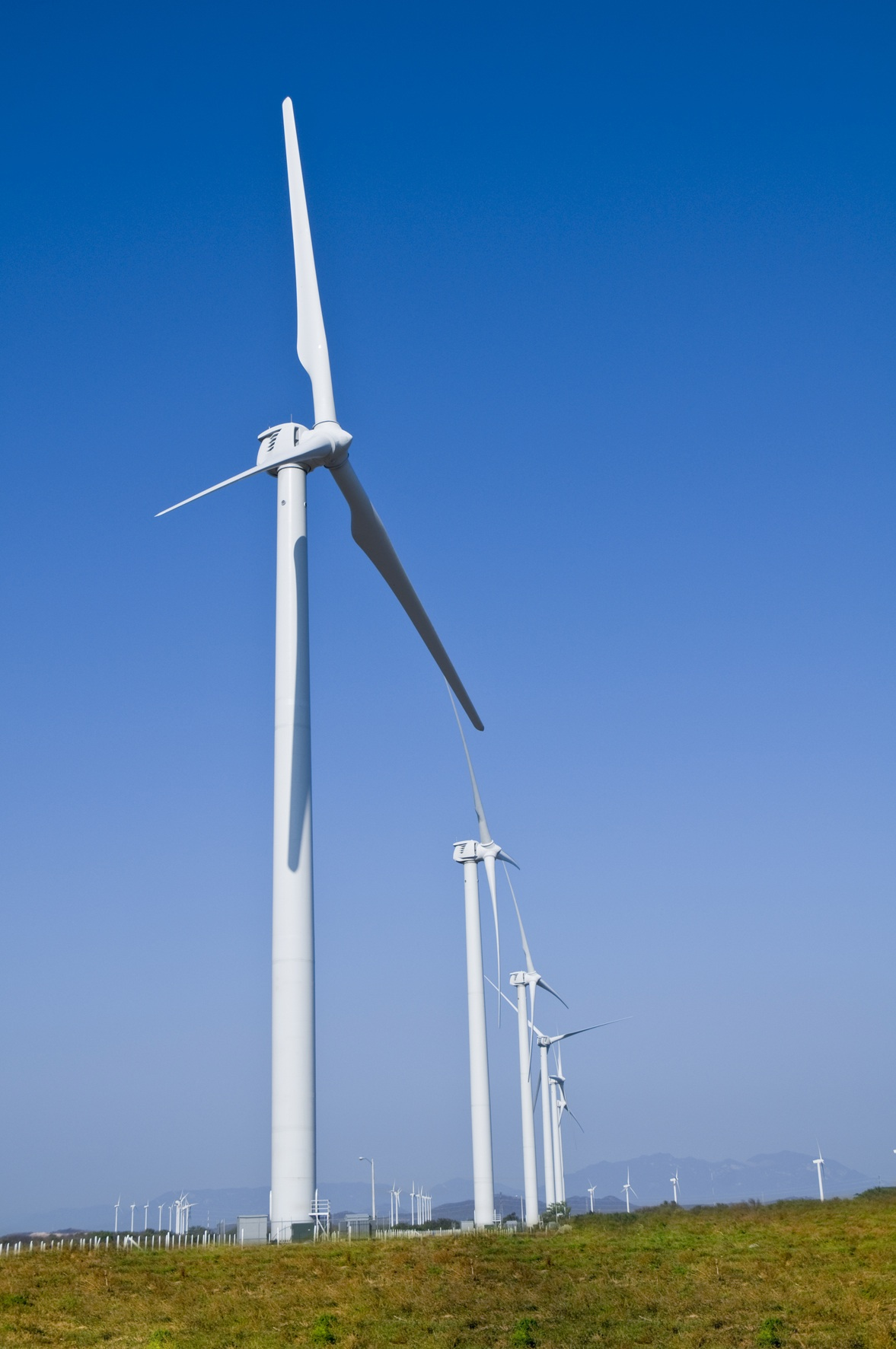
Parque Eólico Lamatalaventosa

Hay muchas máquinas y transductores diferentes que convierten una forma de energía en otra: 
- Termoeléctrico (calor → energía eléctrica )
- Energía geotérmica (calor → energía eléctrica)
- Motores térmico, como el motor de combustión interna utilizado en automóviles o el motor de vapor (calor → energía mecánica)
- Energía térmica oceánica (calor → energía eléctrica)
- Represas hidroeléctricas (energía potencial gravitacional → energía eléctrica)
- Generador eléctrico (energía cinética o trabajo mecánico → energía eléctrica)
- Pilas de combustible (energía química → energía eléctrica)
- Batería (electricidad) (energía química → energía eléctrica)
- Fuego (energía química → calor y luz)
- Lámpara eléctrica (energía eléctrica → calor y luz)
- Micrófono (sonido → energía eléctrica)
- Potencia de las olas (energía mecánica → energía eléctrica)
- Molinos de viento (energía eólica → energía eléctrica o energía mecánica)
- Piezoeléctrica (Presión → energía eléctrica)
- Fricción (energía cinética → calor)
- Calentador eléctrico (energía eléctrica → calor)
- Fotosíntesis (radiación electromagnética → energía química)
- Hidrólisis de ATP (energía química en adenosina trifosfato → energía mecánica)

## Otras lecturas
- «Energy—Volume 3: Nuclear energy and energy policies». Applied Energy 5 (4): 321. October 1979. doi:10.1016/0306-2619(79)90027-8.